# Kajetan Kielisiński

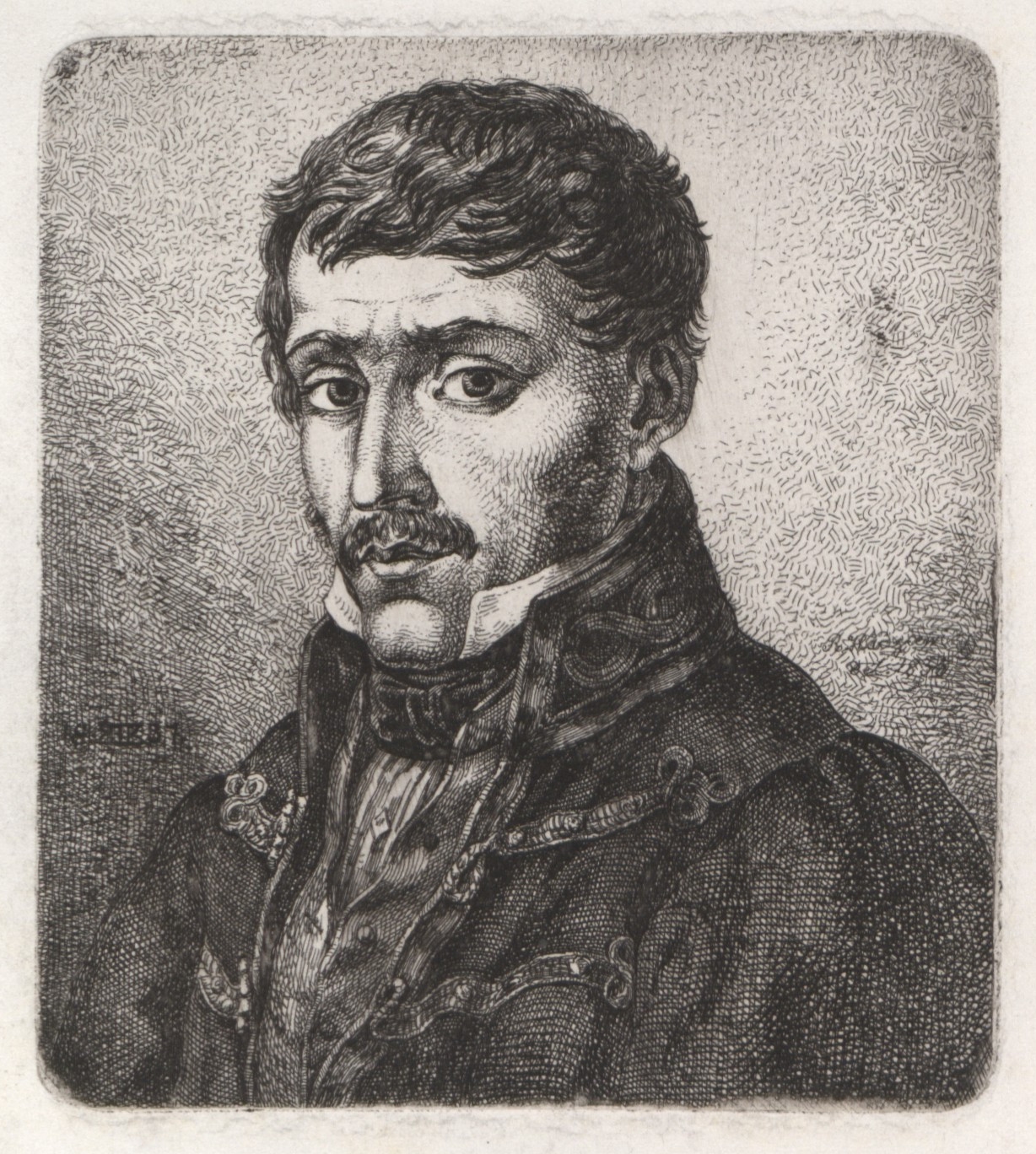
Kajetan Kielisiński

Kajetan Wincenty Kielisiński (n. 7 august 1808, Mieronice, Kielce - d. 2 ianuarie 1849, Kórnik) a fost un desenator, grafician și bibliotecar de origine poloneză.
În anii 1829-1830 a studiat geodezia și arhitectura la Universitatea din Varșovia, învățând, în același timp, desenul și litografia de la Jan Feliks Piwarski. În anii 1834-1839 s-a aflat la Medyka, unde a fost custode al colecțiilor lui Józef Gwalbert Pawlikowski. A lucrat ca bibliotecar al lui Tytus Działyński. A luat parte la insurecția din Wielkopolska (1848).
A desenat peisaje, vederi ale monumentelor, a ilustrat viața în mediul rural și cel urban.